# Museo de Historia y Antropología de Tenerife
El Museo de Historia y Antropología de Tenerife (MHAT) pertenece al Organismo Autónomo de Museos y Centros del Cabildo de Tenerife. Fue inaugurado en diciembre de 1993 en el inmueble conocido como Casa Lercaro, en la calle San Agustín de San Cristóbal de La Laguna (Canarias, España). Las otras dos sedes del MHAT están ubicadas en la Casa de Carta y el Castillo de San Cristóbal. El Museo nace con la vocación de divulgar la historia de la Isla de Tenerife, ofreciendo una visión general del desarrollo institucional, socioeconómico y cultural de la isla, desde el siglo XV al siglo XX. El Museo realiza tareas de investigación, rescate, conservación, difusión y exhibición de las piezas del tesoro patrimonial, documental y bibliográfico.
El Museo pretende ofrecer una visión amplia de la Historia y la Antropología de Tenerife, siendo consciente de la existencia de distintas interpretaciones sobre el pasado. Su intención es alejarse de los conceptos esencialistas de la cultura, fomentando el diálogo social e intercultural y mostrando el carácter complejo y dinámico de las manifestaciones sociales y culturales del pasado y del presente. En las tres sedes del Museo de Historia y Antropología de Tenerife se organizan exposiciones y actividades que complementan a la colección permanente y que tienen el fin de que los visitantes no vean el pasado como algo discontinuo, sino como el antecedente lógico de la sociedad tinerfeña.
La vocación del Museo es la de ser un lugar para la memoria histórica y para la reflexión de la cultura contemporánea.

## Sedes

### Casa Lercaro
La Casa Lercaro es una de las sedes del Museo de Historia y Antropología de Tenerife. Está situada en la calle San Agustín de San Cristóbal de La Laguna. El edificio data de finales del siglo XVI, fecha en la que la familia Lercaro (genoveses llegados a la isla tras la conquista) inicia su construcción.
En diciembre de 1993, se inauguró en la Casa Lercaro el Museo de Historia y Antropología de Tenerife. Este proyecto expositivo nace con la vocación de desarrollar una labor de divulgación del devenir histórico de la isla de Tenerife, ofreciendo una visión general del desarrollo institucional, social, económico y cultural de la Isla entre los siglos XV y XX.
En la sede del Museo de Historia y Antropología de Tenerife en la Casa Lercaro, además de llevarse a cabo tareas de investigación, conservación, difusión y exhibición de fondos y colecciones de la historia de la isla, el Museo dispone de una programación –coordinada con la otra sede- con una gran variedad de actividades culturales y didácticas.

### Casa de Carta
La Casa de Carta es una de las sedes del Museo de Historia y Antropología de Tenerife. Está ubicada en Valle de Guerra, en La Laguna, y se inauguró como Museo de Antropología de Tenerife en 1987. Su función principal es la de investigar, conservar y difundir la cultura popular canaria. El Museo es un medio para reflexionar sobre las costumbres y la realidad social y cultural de la isla de Tenerife.
Esta sede del MNHAT se encarga también de organizar actividades culturales y didácticas con el fin de difundir la cultura local. Esto lo hace de forma compartida con la sede de la Casa Lercaro.
La Casa de Carta se encuentra en el número 44 de la Calle del Vino en Valle de Guerra.

### Castillo de San Cristóbal

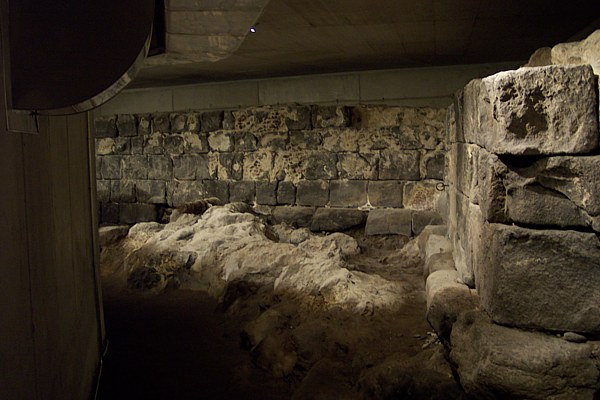
Restos del castillo de San Cristóbal

La tercera sede del MNHAT se encuentra en el Castillo de San Cristóbal (Santa Cruz de Tenerife), ubicado en la Plaza de España de Santa Cruz de Tenerife. El Centro de Interpretación Castillo de San Cristóbal es una propuesta expositiva que permite descubrir y contextualizar los restos de la muralla del Castillo de San Cristóbal y conocer algo más sobre el sistema defensivo de Tenerife.
En junio de 2006, durante las obras de remodelación de la Plaza de España, aparecen restos de lo que fue el Castillo de San Cristóbal. Ante la importancia histórica del hallazgo se decide proteger y poner en valor este recurso incorporando al proyecto original del equipo de arquitectos suizos Herzog & de Meuron una galería subterránea que se habilitó para hacerlo visitable.
El Centro expone el sistema defensivo que tuvo Tenerife, haciendo un recorrido no solo por los castillos de Santa Cruz –como el Castillo de San Cristóbal, el Castillo de San Juan o el Castillo de Paso Alto- sino también por los que se repartieron por el resto de la geografía insular, de los cuales algunos continúan hoy en pie, como el Castillo de San Felipe en el Puerto de la Cruz o el Castillo de San Miguel en Garachico.
El proyecto expositivo termina con un monográfico dedicado al propio Castillo de San Cristóbal. Esta sede del MNAHT es especialmente conocida por exhibir el cañón El Tigre (un cañón de bronce del siglo XVIII).

## Horarios

### Casa Lercaro
- De lunes a sábado: de 9:00 a 19:00
- Domingos y festivos: de 10:00 a 17:00

### Casa de Carta
- De lunes a domingo: de 10:00 a 17:00

### Castillo de San Cristóbal
- De lunes a sábado: de 10:00 a 18:00